# Baltazara Chuiza
Baltazara Chuiza là một người phụ nữ đã lãnh đạo một cuộc nổi dậy ở Ecuador chống lại người Tây Ban Nha vào năm 1778.